# Dapha
Dapha (Nepali दाफा, dāphā, auch dapha bhajan) ist ein devotionaler Musikstil der Newar-Gemeinschaft im Kathmandutal in Nepal, der zur aus dem Hinduismus hervorgegangenen Bhakti-Bewegung in Südasien gehört und mit dem religiösen Gesangsstil kirtan verwandt ist. Der wohl im 17. Jahrhundert am Hof der Malla-Könige entstandene und später in die Tradition der Bauern übergegangene dapha ist der älteste hinduistische devotionale Gesangsstil der Newar. Die Lieder in der musikalischen Form eines Ragas werden besonders an jahreszeitlichen religiösen Feiertagen im Wechselgesang von zwei Männerchören vorgetragen und von Handzimbeln (tah), Doppelkonustrommeln (lalakhin, auch dapha khin) und manchmal Naturtrompeten (pvanga) begleitet. Zu diesem Ensemble kam im 18. Jahrhundert das größere navabaja mit neun verschiedenen Trommeln und mehreren Zimbeln.

## Herkunft und Verbreitung

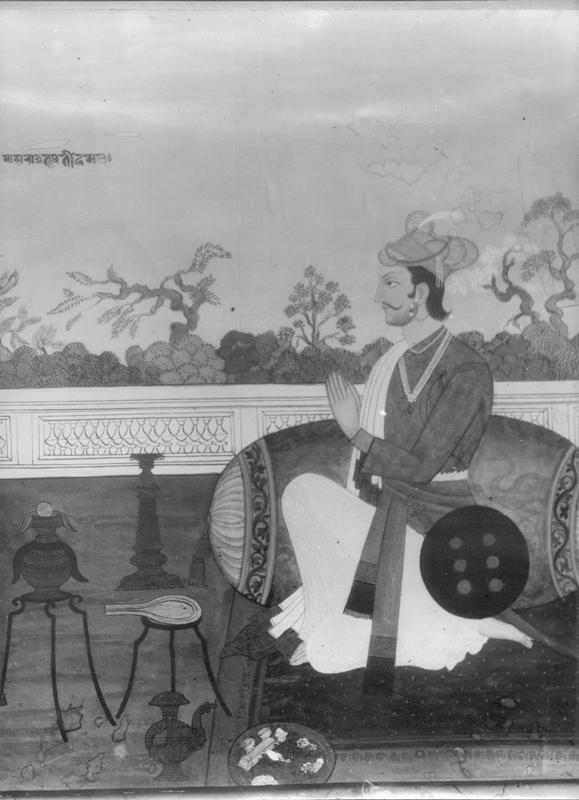
Bhupatindra Malla, König von Bhaktapur (reg. 1696–1722)

Das Kathmandutal steht mit Indien mindestens seit der Zeitenwende in einer kulturellen Beziehung. Seit dem vom 4. Jahrhundert bis zur Mitte des 8. Jahrhunderts über das Kathmandutal herrschenden Reich von Licchavi ist laut Inschriften die Praxis von Musikdarbietungen an Tempeln bekannt. Eine 605 datierte Inschrift aus Lele bei Patan und eine weitere Inschrift von 699 aus Upallokot im Distrikt Gorkha belegen Tempelmusik ohne nähere Angaben. Am ausführlichsten zu Musik informiert die in Harigan nordöstlich von Kathmandu gefundene Krönungsinschrift des Königs Amshuvamsa aus dem Jahr 608. Aus ihr geht hervor, dass zur rituellen oder höfischen Musik Schneckenhörner und mutmaßlich Trommeln gehörten.
Die für Südasien typischen höfischen Zeremonialorchester (naqqara khana) stammen aus der muslimisch-persischen Kultur und wurden vermutlich ab Anfang des 14. Jahrhunderts von Nordindien in Nepal eingeführt. Daneben bewahrte das Kathmandutal ebenso wie Südindien ältere, vorislamische musikalische Formen, zu denen das aus der altindischen Zeit stammende System der klassischen Ragas und die in den Veden verankerte religiöse Ausdrucksform des hymnischen Gesangs (kirtan) gehören. Dapha ist ein im Freien an Tempeln gepflegter devotionaler Stil und im Unterschied zur muslimischen höfischen Musik in den Palästen mit entsprechenden vorislamischen südindischen Traditionen verbunden.
Vermutlich gelangte ein devotionaler Musikstil bereits vorher, im 12. oder 13. Jahrhundert, ins Kathmandutal; zu einer Zeit, in der gute Beziehungen zu den Herrschern der Region Mithila bestanden, die sich vom mittleren Nordindien bis in die nepalesische Tiefebene Terai erstreckte. Hinduistische Inder flohen damals vor den muslimischen Eroberern in den Nepal und übten einen großen Einfluss auf die Kultur der Newar aus. Hochkastige Inder (Brahmanen) brachten das indische Kastensystem mit und die zu den niedrigen Kasten gehörenden Musiker ihre Musik. Professionelle Musikerkasten, etwa die mit der Kesseltrommel damaha auftretenden Damai, werden in Nepal zur untersten sozialen Schicht gezählt.
Die Newar-Kultur erlebte ihre Blütezeit unter der vom 13. bis zum 18. Jahrhundert in den drei Städten des Kathmandutals – Kathmandu, Patan und Bhaktapur – herrschenden Malla-Dynastie, deren Herrscher den Gebrauch der nordindischen Sprache Maithili förderten. Daneben verwendeten die Newar des Kathmandutals seit dem 16./17. Jahrhundert in der Dichtung ihre eigene tibetobirmanischen Sprache Newari, die sie als Nepal bhasa („Sprache des Nepal[tals]“) bezeichnen.
Der Gorkha-König Prithvi Narayan Shah eroberte im Jahr 1768 das Kathmandutal und installierte Kathmandu als seine Hauptstadt. Heute machen die Sprecher des Nepali, einer indoarischen Sprache, ungefähr die Hälfte der Bewohner des Tals aus. Dennoch blieben die Newar vielen Aspekten ihrer eigenen Kulturtradition treu. Dies bezeugen exemplarisch zahlreiche dapha-Kompositionen von Malla-Königen, die in heutigen Liederbüchern enthalten sind: Sie bilden eine Traditionslinie, die von den Palästen der Malla-Könige am Anfang des 17. Jahrhunderts bis zur heutigen Landbevölkerung führt. Die heutigen dapha-Lieder, die sich bis in diese Zeit zurückführen lassen, sind die älteste devotionale Gesangstradition der Newar.

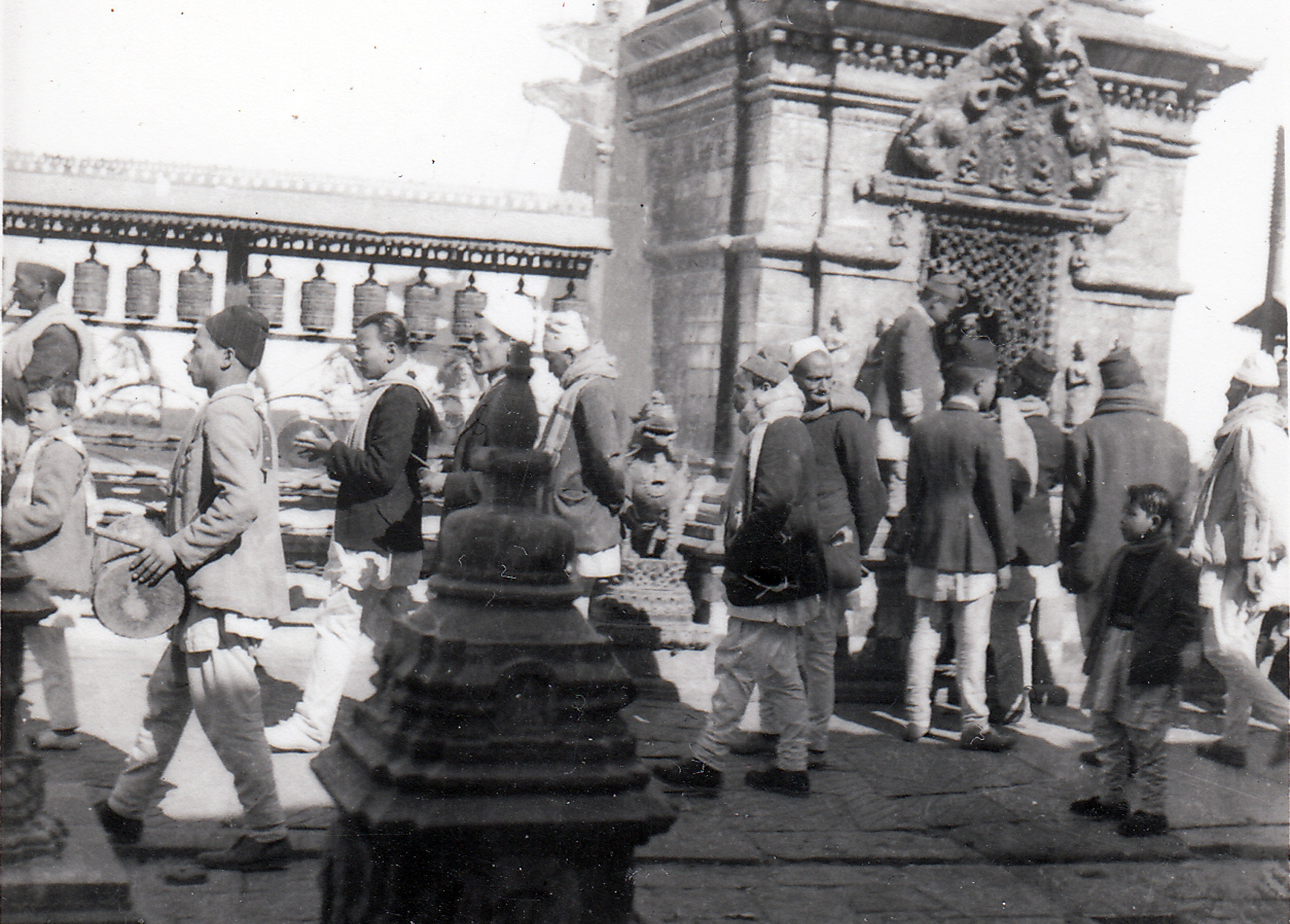
Buddhistische Musik gunla bhajan beim Umschreiten des Swayambhunath-Stupas im für die Newar heiligen Monat gunla (August), um 1955

Dapha stellt eine spezifische musikalische Form der Newar dar, dagegen ist der ebenfalls im Kathmandutal beliebte devotionale Gesang bhajan in Nordindien und darüber hinaus in Südasien verbreitet. Zu seiner Begleitung gehören in Nepal ein Harmonium, eine Kesseltrommel nagara und eine Handglocke ghanti (von Sanskrit ghanta), die häufig um weitere Sänger, die Handzimbeln schlagen, ergänzt werden. Die Gesangstradition des bhajan ist überwiegend ein Element der Krishna-Verehrung und die krishnaitische Dichtung in Nepal wurde wie dapha von Mithila beeinflusst. Im Kathmandutal wird das Genre dhalcha bhajan nur von niedrigen Kasten gesungen und gespielt. Das traditionelle hinduistische Genre dapha wird seit den 1920er Jahren vom neuen devotionalen Chorgesang gyanamala bhajan bedrängt werden. Gyanamala bhajans werden heute auch entgegen der Tradition von Frauenchören gesungen. Die Begleitinstrumente sind im Wesentlichen Harmonium und tabla, die mit diesem Genre erstmals nennenswert in die Musik der Newar gelangten. Dhalcha bhajan nimmt seinem Alter nach eine Zwischenstellung ein. Anstelle des modernen indischen Kesseltrommelpaars tabla wird die Fasstrommel dhalak verwendet, die Talas der Newari und keine indischen schlägt.
Neben den hinduistischen Musikstilen pflegen die Newar auch Musik für buddhistische Rituale, die wie die religiöse Musik insgesamt zu bestimmten jahreszeitlichen Festen, speziellen Tempeln oder Plätzen und zu gewissen Berufskasten gehört. Hierfür werden eine Auswahl an Trommeln und Blasinstrumenten gebraucht, etwa das Büffelhorn neku oder ein Ensemble aus Fasstrommeln (pancatala) und fünf paarweise gespielten Langtrompeten (paytah) für Prozessionen am Jahresfest Neku Jatra-Mataya. Zur Begleitung der buddhistischen Rituallieder caca (chacha) werden nur die Zimbeln tah eingesetzt. Das caca-Genre entwickelte sich mutmaßlich im 14. Jahrhundert aus den tantrisch-buddhistischen Ritualgesängen carya, die in Nordindien spätestens im 11. Jahrhundert existierten. Aus ihnen dürfte auch der klassische Gesangsstil dhrupad hervorgegangen sein. Alle Newar-Gemeinschaften verehren den Gott der Musik und des Tanzes, Nasahdyah, eine Inkarnation Shivas, mit einer dyahlhyagu genannten instrumentalen Anrufung.
Dapha wird von männlichen Newar in den drei Städten des Kathmandutals aufgeführt. Frauen sind bei den Newar von den meisten traditionellen Musikformen ausgeschlossen, mit Ausnahme von Liedern, die beim Reispflanzen gesungen werden, und von devotionalen buddhistischen Liedern, die zum Typus der bhajans gehören. Die traditionellen Musiker und Tänzer der Newar treten nicht professionell auf, mit Ausnahme der hinduistischen Schneiderkaste Jugi, die als Berufsmusiker Kegeloboen und Trompeten in Tempeln spielen und ihre Dienste anderen Kasten anbieten. Ein wesentlicher Teil der Newar-Musiktradition wird von der großen hinduistischen oder buddhistischen Gruppe der Bauern (Kasten Jyapu und Maharjan) gepflegt, die zur sozialen Mittelschicht gehören.

## Repertoire

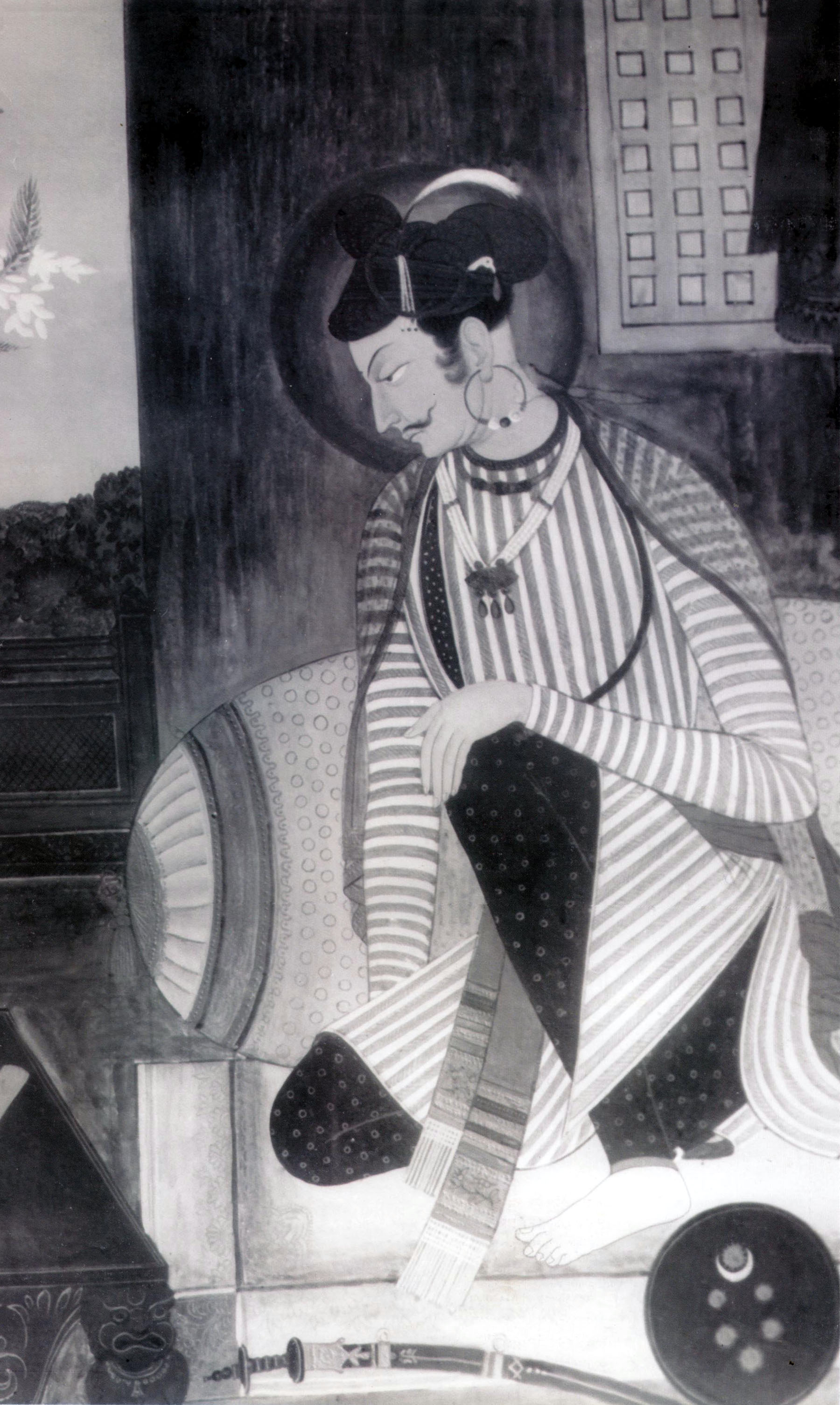
Mahindra Malla, König von Kathmandu von 1560 bis 1574, Verfasser des ältesten überlieferten dapha-Gedichts

Die Liedtexte sind in handschriftlichen Liederbüchern (dapha saphu) enthalten, in denen auch der zu verwendende Raga (melodische Struktur) und der Tala (rhythmische Struktur) des Stückes namentlich genannt wird. Die meisten Texte werden auf Malla-Könige des 16. und 17. Jahrhunderts zurückgeführt. Das übrige Repertoire stammt aus Nordindien. Hierzu gehört vor allem das Gitagovinda, eine Sammlung von Sanskrit-Gedichten über erotische und mystische Beziehung zwischen Krishna (Govinda) und seiner Gefährtin Radha des im 12. Jahrhundert lebenden Dichters Jayadeva. Spätestens seit dem 15. Jahrhundert ist das Gitagovinda in Nepal bekannt. Weitere nordindische Dichter, die im Liederbuch der Newar vorkommen, sind Namdev (Namadeva, Ende 13. – Mitte 14. Jahrhundert), der aus Bihar stammende Vidyapati (um 1352–1448, der auf Sanskriti und Maithili schrieb, das er als Literatursprache einführte), der Mystiker Kabir (1440–1518) und der Krishna-Lyriker Surdas (16. Jahrhundert, der auf Braj-Bhakha schrieb).
Der älteste erhaltene dapha-Text stammt von König Mahindra Malla, der 1560 bis 1574 in Kathmandu regierte. Sein Gedicht ist Krishna gewidmet und soll nach den Angaben zur Musik im Raga bibhas und im Tala pra vorgetragen werden. Richard Widdess (2015) zufolge ist der älteste Newar-Dichter, von dem Texte in den Liederbüchern von Bhaktapur versammelt sind, König Jagajjyoti Malla von Bhaktapur (reg. 1614–1637); der jüngste und zugleich der letzte Malla-Herrscher von Bhaktapur ist Ranajit Malla (reg. 1722–1769). Ranajit, der Dutzende von Liedern verfasste, wurde nach der verlorenen Schlacht um Bhaktapur 1769 von den siegreichen Gorkhas ins Exil nach Indien geschickt. Durch sein Schicksal gilt er als der beliebteste Dichter des dapha-Genres. Die Lieder sind auf Sanskrit, Newari und Maithili verfasst, manche enthalten Wörter aus mehreren Sprachen. In Manuskripten aus dem 17. Jahrhundert und später ist eine Gedichtsammlung von König Jagajjyoti mit dem Titel Gitapancasika überliefert. Die auf Newari verfasste Gedichtsammlung Jagajjyotis ist in das Jahr 1628 (1550 der historischen indischen Shaka-Ära) datiert. Drei der enthaltenen Lieder gehören zum heutigen Repertoire. Von Jagajjyoti selbst oder von Gelehrten in seiner Umgebung sind darüber hinaus mindestens fünf Abhandlungen zur Musik überliefert. Aus dem 17. und 18. Jahrhundert stammende Quellen zeigen, dass an den Herrscherhäusern der Malla-Könige die indische Musiktheorie (Sanskrit sangita-shastra) beachtet wurde. Ebenfalls bekannt waren das Natyashastra, das um die Zeitenwende entstandene Werk zur altindischen Musiktheorie, von dem eines der frühesten Palmblattmanuskripte in Kathmandu erhalten blieb, und die im 13. Jahrhundert verfasste Musiktheorie Sangitaratnakara.

## Sozialorganisation und Aufführung

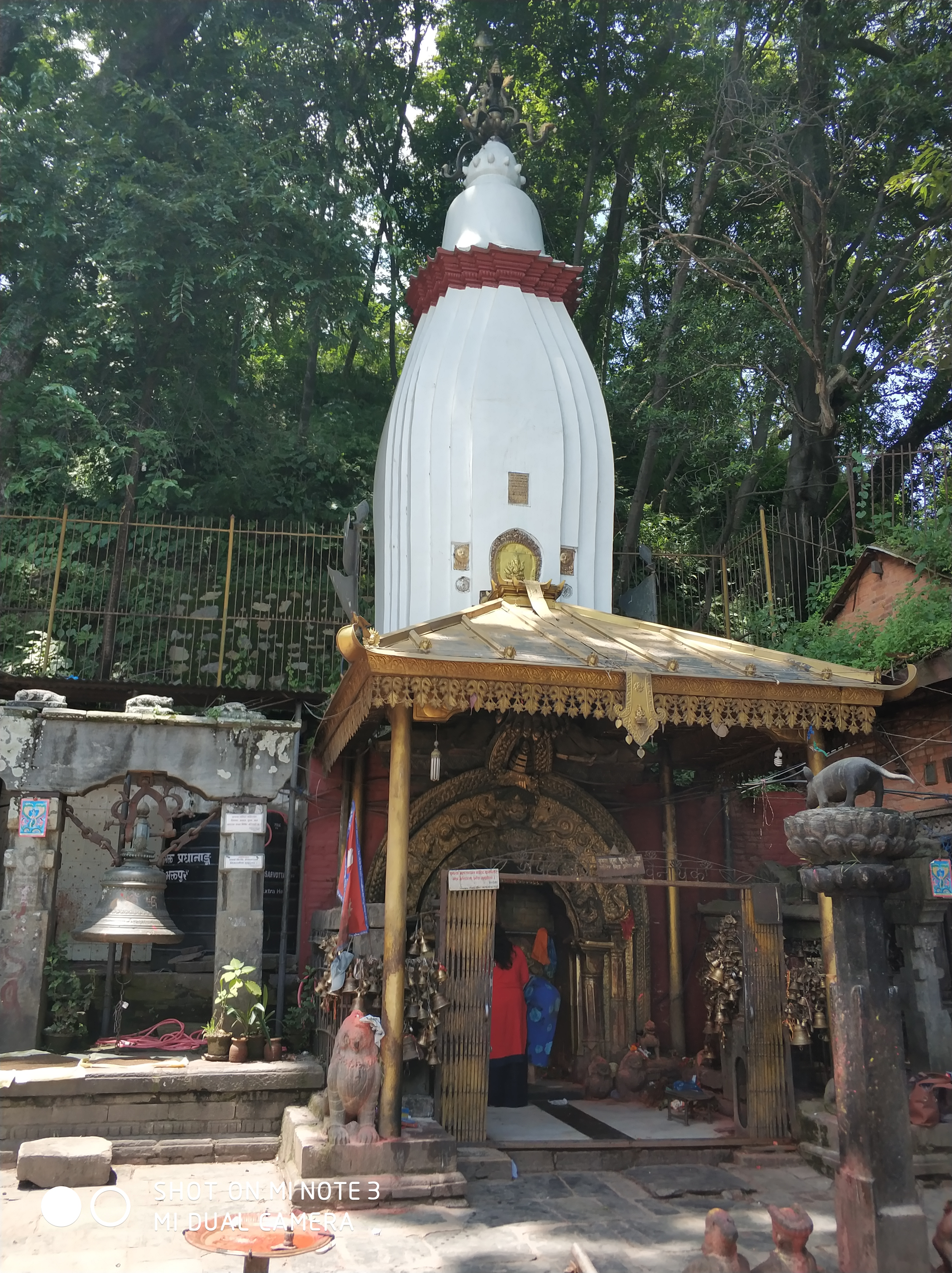
Surya Binayak südlich von Bhaktapur, ein Ganesha geweihter Hindutempel

In Bhaktapur, das zur Zeit der Malla-Könige das mächtigste der drei Reiche im Kathmandutal war, fühlen sich die überwiegend zu den Newar gehörenden Einwohner in besonderem Maß verpflichtet, die Tradition der Malla-Könige, einschließlich der dapha-Musik, zu erhalten. Um das Jahr 2000 wurden in Bhaktapur ungefähr 60 dapha-Gruppen (dapha khalah) gezählt, die mit bestimmten Tempeln oder Schreinen und Göttern verbunden sind. An manchen Tagen, an denen die Männer tagsüber auf den Feldern arbeiten, treffen sie sich frühmorgens oder abends im Hof eines Tempels oder an einem anderen Ort (allgemein dabu) im Freien. Meistens versammeln sich auf einer Strohmatte unter dem Dach eines Pavillons in der Nähe eines Tempels. Einige dapha-Gruppen kommen nur an Feiertagen, an einem einzigen Tag im Jahr oder täglich zusammen.
Die Mitglieder einer Musikgruppe bilden eine guthi (von Sanskrit goshti, „Versammlung“). Eine guthi ist ein Netzwerk, in welchem über die Musik hinaus soziale und religiöse Belange innerhalb der eng verflochtenen Newar-Gesellschaft besprochen und geregelt werden. Guthi-Organisationen wirken identitätsstiftend, sie engagieren sich etwa bei der Durchführung von Hochzeitszeremonien und Totenritualen. Die Mitgliedschaft basiert auf der Familienzugehörigkeit (Berufskaste) oder der Wohnung im Stadtviertel. Für die Aufnahme in eine Musiker-guthi ist eine Initiation erforderlich. Bei einer dapha-guthi werden alle zehn bis zwölf Jahre Jungen angenommen, um sie in Gesang und Musik zu unterrichten. Der Lehrer trägt den Jungen das Repertoire aus den Liederbüchern vor, das sie im üblichen Lernverfahren durch Nachahmen und Wiederholen behalten sollen. Die Unterrichtszeit wird mit einer ganztägigen puja an den Musikgott Nasahdyah, bei der die Schüler erstmals öffentlich auftreten, abgeschlossen. Am folgenden Tag trifft sich die Gruppe zu einer gemeinsamen Feier am Ganesha-Tempel Surya Binayak auf einer Anhöhe südlich von Bhaktapur. Ab jetzt dürfen die Schüler an den üblichen dapha-Aufführungen teilnehmen, wobei dies nur wenige regelmäßig tun.

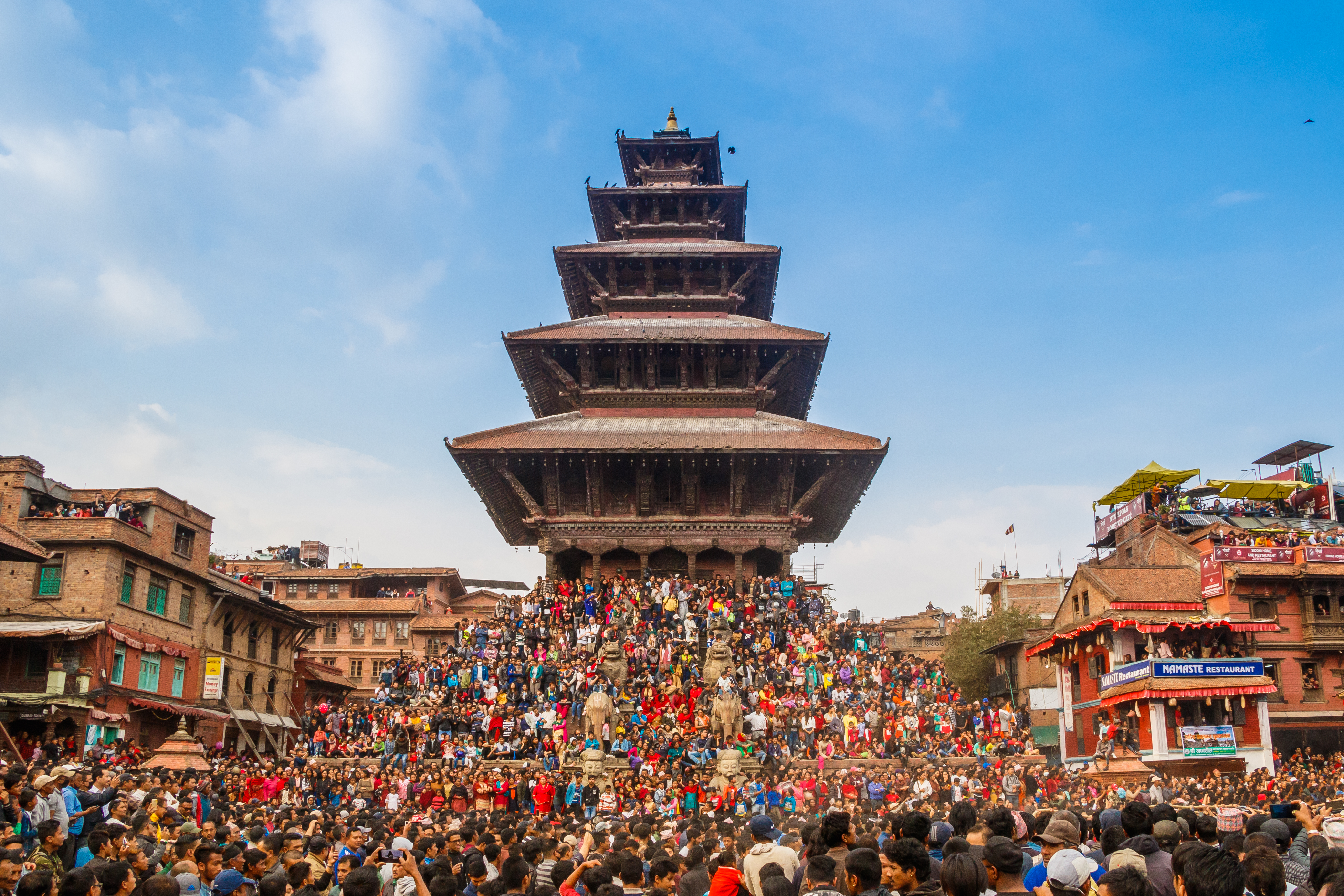
Neujahrsfest Biska Jatra am Nyatapola-Tempel in Bhaktapur, April 2018

An Feiertagen versammelt sich eine dapha-Gruppe an einem bestimmten öffentlichen Platz oder begibt sich nacheinander zu mehreren Plätzen, wo sie von einer größeren Zuhörerschaft umgeben ist. Am Neujahrsfest Biska Jatra im März 2003 wanderte beispielsweise eine dapha-Gruppe, in der auch der Musikethnologe Gert-Matthias Wegner mitwirkte, an einem Tag im Uhrzeigersinn durch Bhaktapur zu 42 Auftrittsorten an Schreinen.
Der Chorgesang ist antiphon. Die Sänger sitzen sich in zwei Gruppen gegenüber, die stets abwechselnd und nie gemeinsam singen. Diese musikalische Form ist mit dem Wechselgesang prabandha gita verwandt, der in mittelalterlichen indischen Handschriften erwähnt wird und demnach in mythischen Urzeiten entstanden sein soll. Prabandha (Sanskrit „Komposition“, eine Form von gita, jeglicher „Gesang“) wird von Matanga beschrieben, einem Musikgelehrten, der nach unterschiedlichen Ansichten zwischen dem 4. und 9. Jahrhundert lebte. In der von Sarngadeva im 13. Jahrhundert verfassten Musiktheorie Sangita Ratnakara wird das Genre prabandha ebenso behandelt und im 17. Jahrhundert von Ahobala in seinem Sangita Parijata weiter differenziert. Daraus entstand auch die Form des indischen devotionalen Gesangs padavali kirtan.
Die Anordnung der Chöre stellt eine gewisse Parallele zu den höfischen Tanzdramen dar, die im 17. und 18. Jahrhundert bei den Malla aufgeführt wurden. Nach der Beobachtung eines europäischen Reisenden im 18. Jahrhundert in Bhaktapur gab es bei solchen Schauspielen kaum Dialoge, stattdessen sangen zwei Chöre abwechselnd oder zusammen sämtliche Texte, während die Schauspieler in ständiger Bewegung die Handlung darstellten. Bei Aufführungen an einem Flussufer wurde eine Plattform errichtet, ansonsten fanden sie ebenerdig auf Straßen, Plätzen oder im Hof eines Tempels statt und die Zuschauer ließen sich auf Matten am Boden nieder. Auf eine Kontinuität zwischen den Schauspielen der Malla und den heutigen dapha-Aufführungen verweisen auch die ähnlichen Namen für die zu verwendenden Ragas und Talas. Das Eröffnungslied der Schauspiele wurde nandi-gita (Anrufung des glückverheißenden Nandi) genannt, wie dies auch bei einigen heutigen dapha-Gruppen der Fall ist.
Zu ihrer Begleitung spielen die Sänger die Doppelkonustrommel lalakhin (auch dapha khin, ähnlich der Doppelkonustrommel pashchima), zwei Trompeten pvanga und Handzimbeln (kleine Paarbecken) tah. Die pvanga (auch ponga) ist lange gerade Naturtrompete aus drei ineinandergesteckten dünnen, leicht konischen Kupferröhren ähnlich der karnal. Eine typische dapha-Gruppe, die Richard Widdess 2007 in Bhaktapur hörte, begleitet sich hauptsächlich auf zwei lalakhin und mehreren Zimbelpaaren. Jeder der beiden Chöre hat ein aufgeschlagenes Manuskriptbuch vor sich auf dem Boden liegen. In der freien Fläche zwischen ihnen stellen einige Öllampen den sakralen Charakter des Ortes her und erhellen bei Dunkelheit die Liederbücher. Zwischendurch reichen die Musiker und Sänger Wasserpfeifen herum. Auf einem Podest hinter den Sängern sind vielleicht fünf Buddha-Statuen aufgestellt, die dann von den Anwesenden verehrt werden. Hindus betrachten die Statuen als die fünf Pandava-Brüder aus dem Epos Mahabharata.

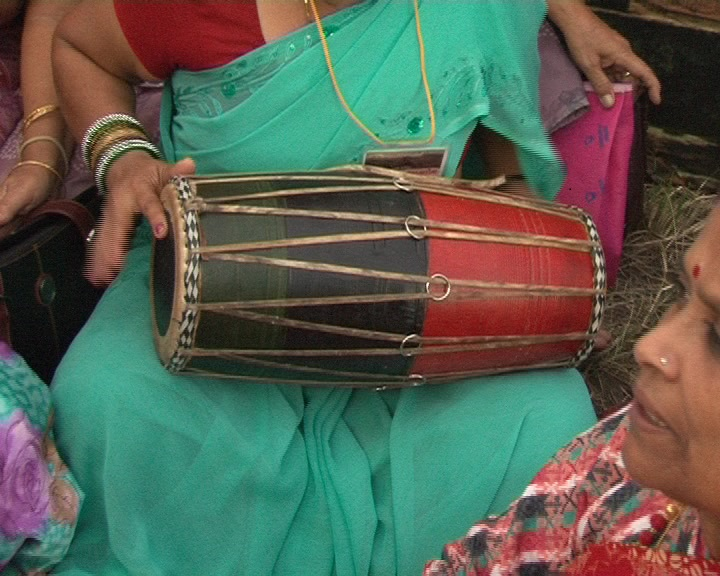
Fasstrommel madal, bei den Newar magakhin, kleiner als die lalakhin

In Bhaktapur wurden zunächst acht der rituell bedeutendsten dapha-Gruppen Anfang des 18. Jahrhunderts durch eine Schenkung des Königs vergrößert und mit neun verschiedenen Trommeln ausgestattet. Dazu gehören neben der lalakhin die zweifellige Zylindertrommel dha, die dreifellige, aus zwei verbundenen Röhren bestehende pancatala (auch kvatah), die große Röhrentrommel dhimay (moo dhime), die Doppelkonustrommel pashchima, das Kesseltrommelpaar nagara und die kleine Rasseltrommel damaru. Dieses auf Newari navabaja (Nepali naumati baja, „neun Musikinstrumente“) genannte Ritualensemble besteht neben den Trommeln häufig aus verschiedenen Zimbeln (tha, bhusya und kaynpin), Flöten, Trompeten (pvanga, karnal und narsinga) und Kegeloboen (sahanai, in Indien shehnai). Das navabaja ähnelt dem von den Damai verwendeten Ensemble panche baja („fünf Musikinstrumente“, mit der Kesseltrommel damaha). Gert-Matthias Wegner nahm in Bhaktapur navabaja-Ensembles auf, bei denen ein Solo-Trommler nacheinander in raschem Wechsel und in festgelegter Reihenfolge die neun Trommeln spielt, begleitet von mehreren Handzimbeln und Blasinstrumenten.
Im 17. Jahrhundert gab es offenbar einen dem dapha ähnlichen religiösen Chorgesang an den Herrscherhäusern der Malla. Eine Miniatur zeigt eine Zeremonie, die König Pratap Malla (reg. 1641–1674) im Jahr 1664 am Taleju-Tempel in Kathmandu durchführte. Der Tempel für Taleju, der Schutzgöttin der Malla-Könige, gehörte zum Palastbereich. Unterhalb vom König und seinem Hofstaat ist in der Malerei eine auf den Stufen des Tempels sitzende Gesangsgruppe zu sehen. Diese besteht aus acht Sängern, die hälftig in zwei Gruppen aufgeteilt an den Seiten eines Musikers sitzen, der eine große Doppelkonustrommel (lalakhin) spielt. Alle Sänger schlagen Handzimbeln, die sie mit beiden Händen halten. Die Nähe zum König und ihre langen Gewänder lassen die Sänger und Musiker als höfisches Ensemble erscheinen. Richard Widdes (2015) hält das Bild für die früheste Darstellung einer dapha-Gruppe.
Während die Traditionslinie des dapha selbst erhalten blieb, vollzog sich bei den Trägern dieser Tradition ein sozialer Wandel. Nach dem Machtübergang an die Gorkhali und der Verlegung der Hauptstadt von Bhaktapur nach Kathmandu zogen zahlreiche Familien der oberen Kasten in das neue Machtzentrum und beendeten damit ihre Beteiligung an den dapha-Aufführungen und ihre Patronage derselben. Lediglich eine dapha-Gruppe, die ausschließlich aus Angehörigen der oberen Kasten bestand, überlebte in Bhaktapur bis in die 1980er Jahre. Diese Gruppe gehörte zum Taleju-Tempel auf dem Palastgelände. Die Bauern und niedrigen Berufskasten, die durch ihre Tätigkeit als Landarbeiter auf den Feldern der Aristokraten arbeiteten oder als Handwerker und Bedienstete in engem Kontakt zu ihnen standen, waren mit der höfischen Kultur relativ vertraut und sahen darin ein Vorbild für ihre eigene Kultur. Da sie aber die höfischen Sprachen Maithili und Sanskrit wenig oder gar nicht verstanden, übernahmen sie die Liedtexte unvollständig und teilweise fehlerhaft, wie Richard Widdess (2015) nachweist. So war ein Gedicht aus dem Gitapancasika bei den Malla-Königen zur Verehrung einer namenlosen Gottheit gedacht, worunter damals die tantrische Göttin Taleju verstanden wurde, die sich die Malla als die mächtigste Herrscherin des Himmels vorstellten. In heutigen Liederbüchern kommt dieses Gedicht als Preislied auf Ganesha vor und ist ein beliebtes Lied, das an Tempeln für den Gott des Glücks und Wohlstands gesungen wird. Die Widmung des Liedes erfuhr durch eine fehlerhafte Lesung somit einen doppelten Bedeutungswandel: Statt an die oberste Göttin speziell der Aristokraten ist es nun an einen beliebten männlichen Volksgott der unteren Schichten gerichtet. Bei allen Texten, die auch wenn sie sprachlich nicht verstanden werden, zum Repertoire gehören, liegt für die Sänger die eigentliche religiöse Bedeutung in der musikalischen Darbietung. So wird etwa das auf Sanskrit verfasste Gitagovinda eigens wegen seiner Länge für die ganze Nacht andauernde Aufführungen verwendet.
Die dapha-Aufführungen haben einem festgelegten Ablauf. Zunächst werden dreimal die Handzimbeln tah geschlagen, als Einstieg für eine längere instrumentale Anrufung dyahlhaygu auf Fasstrommel und Zimbeln. Mit der Anrufung an die Götter, deren wohlwollende Unterstützung erbeten wird, beginnt und endet jede Aufführung religiöser Musik der Newar. An den Tempeln und Schreinen soll Musik eine Verbindung zu den Göttern herstellen und die spirituelle Kraft der Orte stärken. Dies ist auch in besonderer Weise die Aufgabe der Musiker, die Prozessionen zu mehreren heiligen Orten in einer Stadt anführen, die so dem verbindenden Kraftfeld eines Mandalas zugeordnet werden (beispielsweise bei der Prozession Neku Jatra-Mataya in Patan). Das dyahlhaygu entspricht in seiner Funktion der Anrufung purvaranga, die stets als Vorspiel einer traditionellen indischen Theateraufführung vorausgeht.

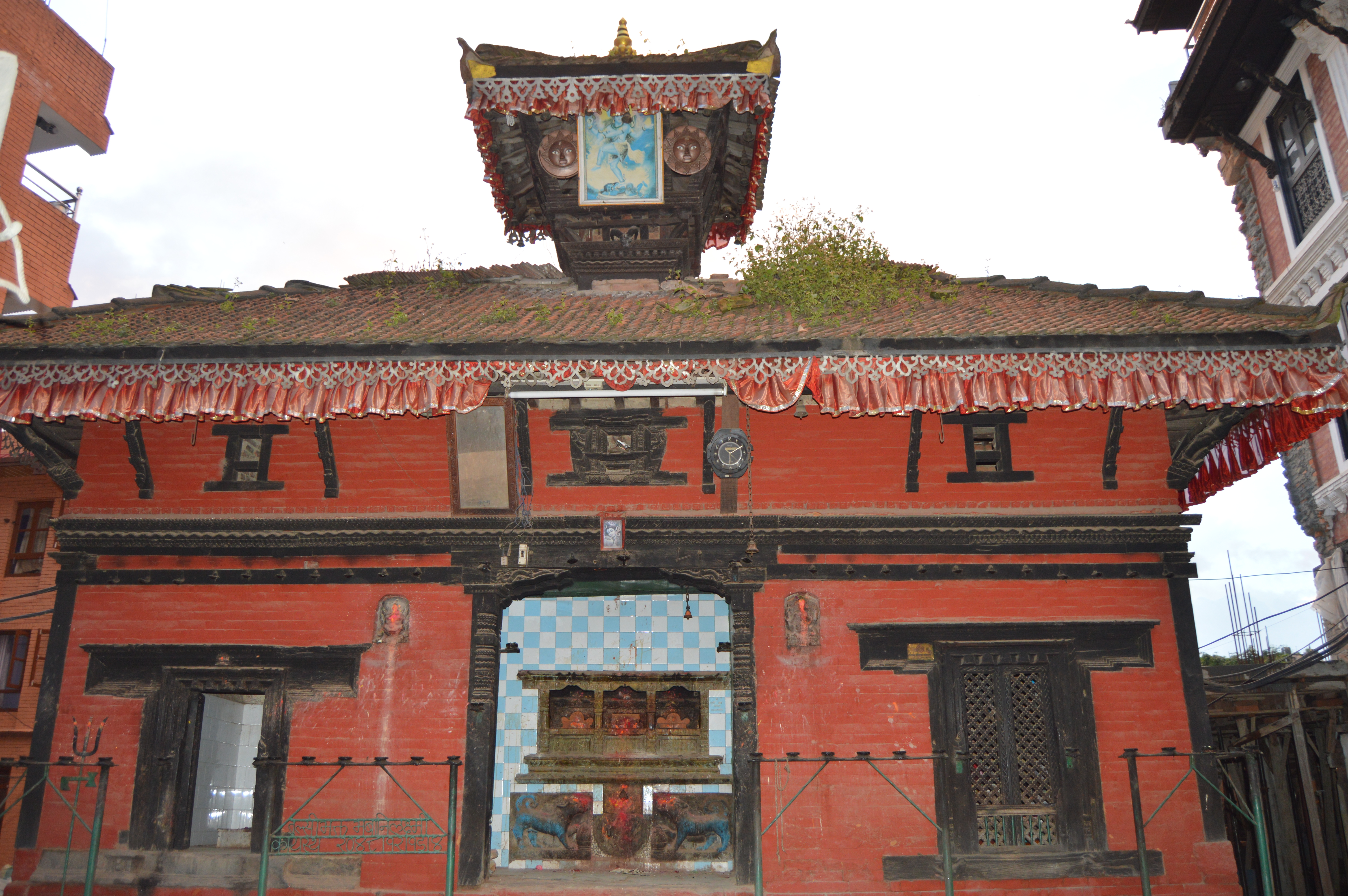
Ein Tempel des Musikgottes Nasahdyah in Bhaktapur

Die Komposition dyahlhaygu beginnt mit der Einführung der rhythmischen Grundstruktur, einer zweimaligen Schlagfolge von acht Zählzeiten, die erhalten bleiben, wenn nachfolgend weitere rhythmische Elemente eingeführt werden. Dies sind Strukturen mit jeweils 20 Zählzeiten, die später auf zwölf Zählzeiten reduziert werden. Die anfängliche Grundstruktur ist im dritten Abschnitt verschwunden, der mit vier Zählzeiten auskommt. Den abschließenden Abschnitt bildet ein Rhythmus mit zehn Zählzeiten. Klanglich bietet die Komposition einen Übergang von einer geordneten Struktur der ersten beiden Abschnitte hin zu einem chaotisch erscheinenden Schlussteil. Gert-Matthias Wegner (2012) interpretiert die beiden gegensätzlichen Teile als das Wesen des Gottes der Musik, des Tanzes und des Schauspiels, Nasahdyah, der mit dieser Komposition angerufen werden soll.
Nasahdyah steht für das schöpferische Element und zugleich für das Zerstörerische. Dieser negative Aspekt des Musikgottes ist auch eine eigenständige Gottheit namens Haimadyah, die in Bhaktapur an Schreinen verehrt wird, die sich in unmittelbarer Nähe zu den Schreinen Nasahdyahs befinden. Den negativen Gegenspieler zu Nasahdyah, der für musikalische Fehler verantwortlich ist, gibt es nur in Bhaktapur. Die Verehrung von Nasahdyah konzentriert sich auf ein Loch in der Wand der ihm gewidmeten Schreine, durch das für die Gläubigen die göttliche Energie heraustritt. Der Kult des Musikgottes (nasah puja) ist sehr alt und hat möglicherweise einen vorhinduistischen Ursprung. Zu jedem Musikgenre der Newar gehört eine eigene Form der Anrufung dyahlhaygu mit eigenen Strukturen.
Das instrumentale Vorspiel erlaubt verspäteten Sängern, zwischen den bereits Anwesenden Platz zu nehmen und sich einzustimmen. Die Lieder werden aus den Handschriften rezitiert. Da darin nur die Namen der zugehörenden Ragas und Talas vermerkt sind, müssen die mündlich überlieferten Melodien und Rhythmen aus dem Gedächtnis reproduziert werden.
Die gesamte Aufführung ist ein streng festgelegtes Ritual, wie auch jedes Lied ein einzelnes Ritual mit festen Strukturen darstellt. Ein Lied beginnt mit einer nicht-metrischen, ohne Text und ohne instrumentale Begleitung vorgetragenen Melodie – analog zum alap einer klassischen Raga-Komposition, die von einem oder zwei Sängern vorgetragen wird. Das erste Lied ist dem Lobpreis Shivas gewidmet. Während des letzten Liedes führen die Teilnehmer ein Huldigungsritual (arati) durch, bei dem sie einen mehrarmigen Kandelaber anzünden und verehren, worauf eine weitere instrumentale Anrufung mit den Zimbeln tah folgt. Insgesamt sollte eine ungerade Zahl von Liedern (mindestens drei) gesungen werden. Die Auswahl der in den Liedern gepriesenen Götter richtet sich nach den Präferenzen der Gruppe, nach den Erfordernissen der Jahreszeit und nach den Wochentagen. Jeder Wochentag trägt den Namen einer Gottheit und ist dieser zugeordnet.

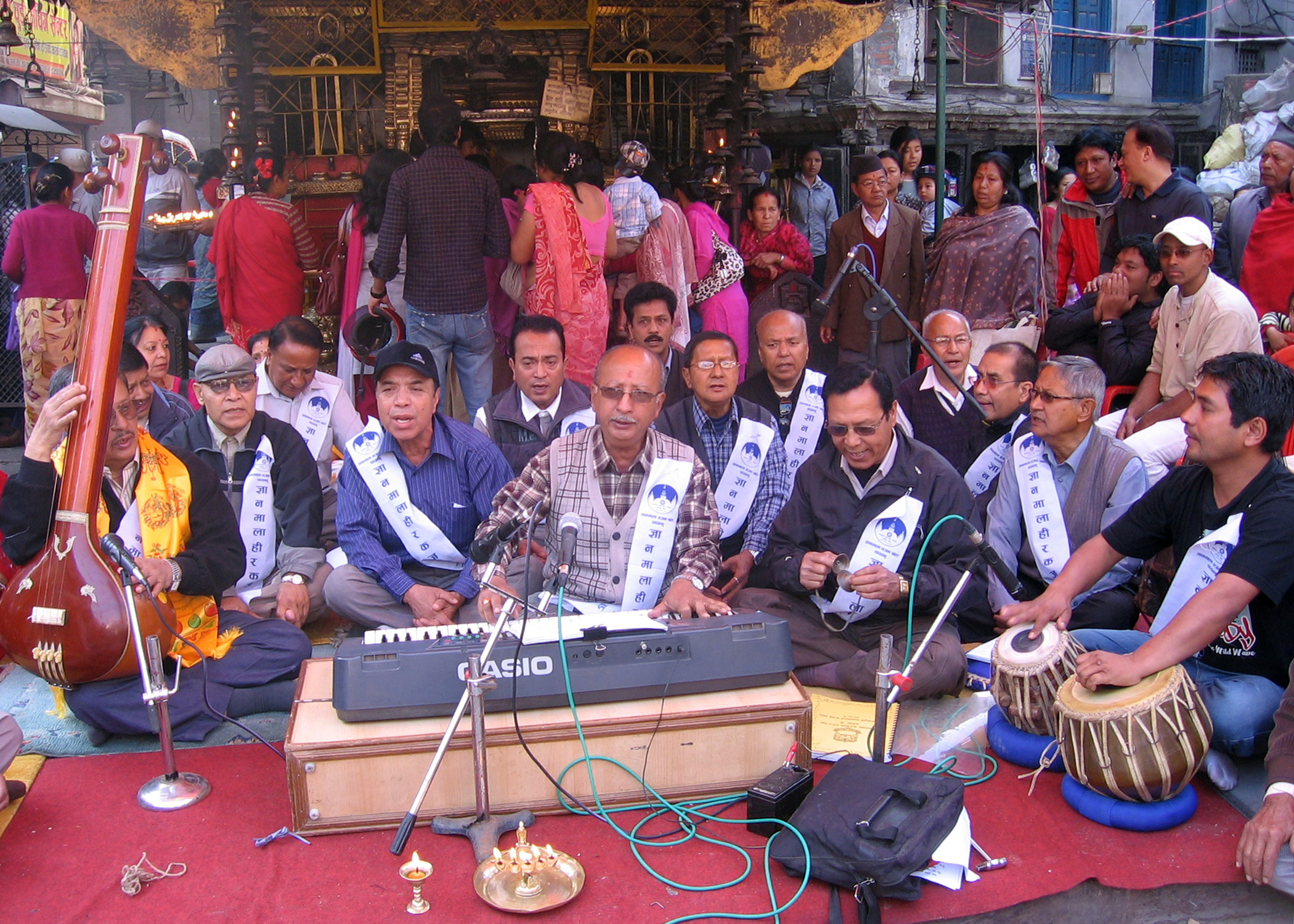
Konkurrenz für die traditionelle religiöse Musik: Der moderne devotionale Gesang gyanamala bhajan wird hier von einem Keyboard (anstelle des indischen Harmoniums), tabla und tanpura begleitet.

Ein Lied besteht aus mehreren Strophen, von denen jeweils die erste Zeile als Refrain (dhuva) nach den übrigen Zeilen wiederholt wird. Auch jede Strophe wird mehrmals in einem langsamen oder schnellen Tempo wiederholt, wobei sich die beiden Chöre nach einer festgelegten Folge abwechseln. Die häufigen Wiederholungen einzelner Zeilen, deren Inhalte im Verlauf der Zeit so stark in den Hintergrund getreten sind, dass Sänger und Zuhörer die Bedeutung der Texte praktisch nicht mehr verstehen, sind eine Entwicklung, die Parallelen zu manchen Formen des kirtan in Nordindien aufweist und in die Richtung des marai kirtan von Bengalen führt. Bei diesem wird auf eine emotional mitreißende Art lediglich mit dem Mantra Hari bol der Name des Gottes Vishnu ausgerufen.
Den zeitlichen Verlauf gibt der lalakhin-Spieler vor, indem der die Abschnitte und Tempiwechsel mit einer improvisierten rhythmischen Formel markiert. An dynamischen Stellen wird er von den pvanga-Bläsern flankiert. Mit der Zunahme von Tempo und Lautstärke steigt die Intensität und die emotionale Verbundenheit mit dem Ritual. Die Steigerung der musikalischen Intensität gleicht der Ausgestaltung einer Komposition im klassischen indischen Musikstil khyal.
Als 1951 der staatliche Rundfunk eingeführt wurde, begann sich die Musikkultur landesweit zu verändern. Unter anderem verbreitete sich im gesamten Land eine neue Art von auf Nepali gesungenen Volksliedern (lok git), die auf überlieferten Melodien basieren, während die traditionelle Musik der Newar im Rundfunk überhaupt nicht zu hören war. Einige dapha-Lieder und im dapha verwendete Ragas gingen in die neueren bhajan-Genres über. Seit den 1990er Jahren senden eine Reihe von privaten Rundfunkstationen Programme mit neuen Trends einer „jungen traditionellen“ Musik. Der lokale Fernsehsender Nepalmandal TV bemüht sich um die ältere Musiktradition. So organisierte der Sender 2017 eine sechsmonatige Musikreihe, bei der jede Woche mehrere dapha-Gruppen in Patan spielten und live übertragen wurden. Über 150 dapha-Gruppen waren beteiligt. Navabaja-Trommler treten nur noch sehr selten auf. Das einzige heute noch bei Jungen beliebte, weil angesehene Genre der Prozessionsmusik ist das dhimay-baja.